# Religiosi di San Vincenzo de' Paoli
I religiosi di San Vincenzo de' Paoli (in latino Congregatio Religiosorum S.Vincentii a Paulo, in francese Religieux de Saint Vincent de Paul) sono un istituto religioso maschile di diritto pontificio: i membri di questa congregazione clericale pospongono al loro nome la sigla R.S.V.

## Storia

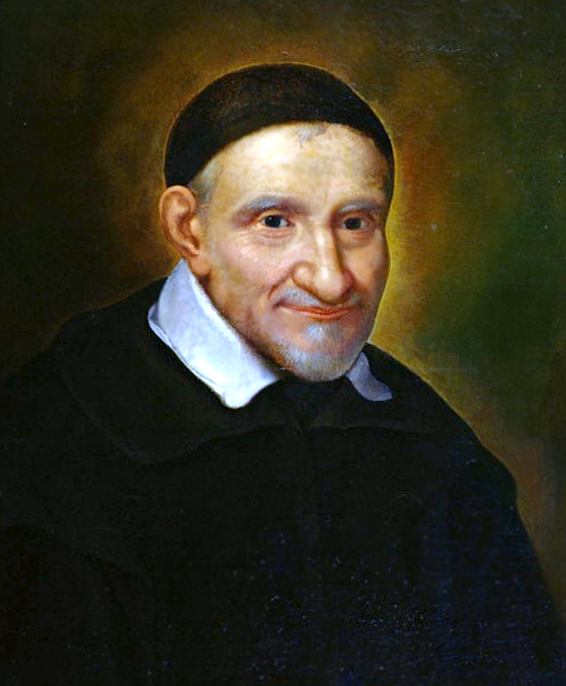
Vincenzo de' Paoli, santo titolare della congregazione

La congregazione venne fondata da un gruppo di tre giovani francesi che avevano in precedenza collaborato alle opere di carità promosse da Frédéric Ozanam e poste sotto il patrocinio di san Vincenzo de' Paoli: il 3 marzo 1845, durante una messa celebrata da Guillaume Angebault, vescovo di Angers, presso la cappella dei lazzaristi a Parigi, Jean-Léon Le Prévost (1803-1874), assieme a Clément Myonnet e Maurice Maignen, diede ufficialmente inizio alla nuova famiglia religiosa.
Detti in origine "fratelli di San Vincenzo de' Paoli", in seguito i membri dell'istituto mutarono il nome in "religiosi" per sottolineare il fatto di non essere un'istituzione essenzialmente laicale, ma composta soprattutto da sacerdoti.
L'istituto ebbe rapida diffusione in Francia e all'estero (nel 1884 vennero fondate le prime filiali in Canada): ricevette il pontificio decreto di lode da papa Pio IX il 10 maggio 1869 e le sue costituzioni vennero approvate definitivamente dalla Santa Sede il 13 aprile 1906.

## Attività e diffusione
Il fine specifico dei religiosi di San Vincenzo de' Paoli è l'apostolato in favore degli operai e dei poveri.
Sono presenti in Europa (Francia, Italia), nelle Americhe (Brasile, Canada), e in Africa (Burkina Faso, Repubblica Democratica del Congo, Costa d'Avorio): la sede generalizia è a Roma.
Alla fine del 2005 la congregazione contava 48 case e 242 religiosi, 122 dei quali sacerdoti.